# 标识符 (计算机语言)
在计算机编程语言中，标识符是用來命名編程语言中实体的词法标记（也称为符号）。标识符可以表示的实体类型包括变量、資料類型、标签、子程序和模块。

## 範例

### C语言/C++/Java/Python/Go/Lua/Delphi
把標識符分为三类：关键字，预定义標識符，用户自定义標識符 。
1. 由字母（A-Z,a-z）、数字（0-9）、下划线“_”组成，并且首字符不能是数字，但可以是字母或者下划线。
2. 不能把关键字、预定义標識符、标准库函数名等作为用户標識符
3. 长度是由具体的编译器或解释器、或虚拟机决定的
4. 区分大小写。一般对变量名用小写，符号常量命名用大写，预定义標識符用双下划线前导并大写。
5. 標識符命名应做到“见名知意”

### JAVA/JavaScript
其它同上，增加美元符号$作为標識符组成。

### Python
以下划线开头的標識符是有特殊意义的。
以单下划线开头（_foo）的代表不能直接访问的类属性，需通过类提供的接口进行访问，不能用“from xxx import *”而导入；
以双下划线开头的（__foo）代表类的私有成员；
以双下划线开头和结尾的（__foo__）代表python里特殊方法专用的标识，如__init__代表类的构造函数。

### php/perl
其它同上，增加美元符号$作为標識符组成，且只能作为变量的开头。

### VB/VBA
第一个为英文大、小写字母或汉字，后面跟着若干数字、英文大小写字母，下划线'_'或美元符号'$'，总长度不能超过255。
不分字母大小写。
支持中文名字。

### C#
变量名的第一个字符必须是字母、下划线(_)或@。
其后的字符可以是字母、下划线或数字。
区分大小写。
不能把关键字、预定义標識符、标准库函数名等作为用户標識符。